# Frioulan
Cet article concerne la langue frioulane. Pour le peuple frioulan, voir Frioulans.
Le frioulan (furlan en frioulan et friulano en italien), parfois appelé ladin oriental, est la langue la plus répandue du groupe rhéto-roman des langues romanes (fait aussi partie de ce groupe le romanche).
Elle est parlée dans la région autonome du Frioul-Vénétie Julienne en Italie (régions d'Udine, de Pordenone et de Gorizia), près de la Slovénie, et en Vénétie (Portogruaro, Agordino), par plusieurs centaines de milliers de locuteurs. Elle y possède le statut de langue régionale administrative et scolaire. On l'utilise aussi un peu comme langue littéraire. La quasi-totalité de ceux qui la pratiquent parlent aussi l'italien. Elle y est utilisée dans la signalisation routière bilingue (frioulan/italien). C'est la deuxième langue minoritaire en Italie.
Elle est également parlée dans d'autres régions italiennes et dans le monde, par les émigrés des XIXe et XXe siècles et leurs descendants (Slovénie, Croatie, Roumanie, Suisse, France, Luxembourg, Belgique, Allemagne, Royaume-Uni, Australie, Nouvelle-Zélande, Canada, États-Unis, Venezuela, Brésil, Uruguay, Argentine).
Elle s'est développée à partir du latin rustique aquiléien, mêlé d'éléments celtiques, auxquels se sont ajoutés de nombreux éléments slaves et germaniques, du fait que différents peuples germaniques (Lombards, Goths, Francs, Germains) ont dominé le Frioul pendant plus de 900 ans.
Dès 1600, comme le dit Sergio Salvi, « (…) C'était aussi l'opinion commune des voyageurs du temps que le frioulan était une sorte de français ou d'espagnol. Mais ce n'est qu'en 1873 qu'Ascoli donna une forme pleinement scientifique à ces opinions répandues. »
L'État italien a reconnu, en 1999, la « minorité linguistique frioulane historique » ainsi que sa langue et sa culture, par la loi 482/1999, article 2.

## Histoire
Avant l'arrivée des Romains, toute la plaine frioulane est habitée à partir de la préhistoire et de la protohistoire ; il en reste d'importants vestiges archéologiques. Les nombreux castellieri et tumulus, objet de nombreuses campagnes archéologiques de l'université d'Udine, sont parmi les mieux conservés de tout le nord-est de l'Italie ; le même nom « Aquileia » est considéré comme un nom indigène confirmé par les Romains.
Les origines de la langue frioulane ne sont pas très claires. La matrice prédominante à la base du frioulan est le « latin aquiléen » : l’origine historique de la langue frioulane doit être recherchée dans la continuation et l’évolution du latin rustico aquileiese, mêlé à des éléments linguistiques celtiques de la langue parlée par les habitants autochtones de la région. Par « latin aquiléien », il faut entendre non pas celui de la ville, mais celui de la région linguistiquement romanisée, c’est-à-dire le latin courant utilisé par les premiers colons samnites, qui en 181 av. J.-C., après avoir affronté et vaincu les Taurisques, menacé les alliés Vénètes, et romanisé les Carni, fondent la première colonie dans la plaine frioulane à Aquilée, permettant à la population vaincue, majoritaire par rapport aux Romains, de coloniser la plaine environnante. On suppose qu'un latin vulgaire aux influences celtiques pourrait être issu de ce mélange de romain et de carni, base de l'évolution ultérieure de la langue frioulane. Le latin s’est vite mêlé d’éléments celtiques dans le vocabulaire et la phonétique. Dans le même temps, la population celte, certainement majoritaire par rapport à la population romaine, adoptant la langue des dominateurs, la parle à sa manière, avec ses propres inflexions et accents et en conservant de nombreux termes de son propre langage manquant du mot latin correspondant. Une latinité très caractéristique se forme donc à Aquilée, donnant naissance à un langage néolatin distinct (comme à Split, Barcelone et Marseille), qui rayonne dans toute la région orientale, influençant également la latinité danubienne elle-même. Au milieu du IVe siècle, la langue du peuple a une individualité claire : le patriarche d’Aquilée Fortunatianus faisait un commentaire sur les évangiles en « langue rustique » « dans le but de se faire comprendre par le peuple qui ne comprenait plus le latin des actes officiels. (...) », rappelle S. Gerolamo.
L'influence phonétique et grammaticale du dialecte celtique parlé des Carni sur le latin aquilien est cependant controversée, à la fois parce que cette langue d'origine ne s'est transmise qu'oralement (aujourd'hui elle n'est presque pas connue du tout), et parce que dans les épigraphes antiques retrouvées, on ne trouve que des modifications d'éléments phonétiques et morpho-syntaxiques du latin communs aussi à d’autres parties de l’Empire romain et qui, même si elles ne prouvent pas une correspondance directe avec l'idiome parlé, rendent cependant difficile toute étude philologique du « proto-frioulan » antérieur au Moyen Âge. Par ailleurs, la seule preuve directe d'un substrat celtique, celle du lexique, démontre que la composante celtique dans le frioulan actuel, bien que nettement supérieure à celle reconnaissable dans les parlers gallo-italiques et autres langues néo-latines à substrat celtique (tel que 
le français et le francoprovençal), se limite généralement aux toponymes, aux mots à sens géographique et aux noms liés à l'agriculture, aux montagnes et aux bois, et en tout cas comparable à l'influence lexicale reçue « par emprunt » des langues germaniques et slaves.
Certains chercheurs ont émis l'hypothèse que le frioulan est une conséquence des migrations des populations de l'Empire, forcées d'abandonner les régions orientales telles que la Pannonie (le substrat celtique serait expliqué par le fait que la Pannonie était habitée par des tribus gauloises) en raison de la pression et du mouvement de peuples comme les Lombards, hypothèse qui ne peut pas être exclue, même en tant qu'événement collatéral, mais qui en tout cas ne clarifie pas l'influence possible d'un substrat linguistique sur le frioulan médiéval et moderne.
S'il n'y a pas de preuve linguistique directe, à l'appui de la thèse d'une dérivation de l'ethnie frioulane de la romanisation du peuple carnien/celtique, il existe de nombreux éléments de folklore, de tradition et de la sphère magique et religieuse, tant antiques que modernes, d'un caractère irréfutablement celto-alpin, des éléments essentiellement répandus sur le même territoire historiquement reconnu comme frioulanophone.
Il est également intéressant de noter que l'ancienne frontière ethnique entre les populations vénètes et celles romanisées, imposée par la domination romaine et attestée par des sources anciennes, était (à partir des préalpes) le cours de la rivière Livenza (en latin Liquentia), le même élément géographique qui délimitait encore ces derniers temps dans la plaine, la zone frontalière entre la zone de langue frioulane et la zone de langue vénète (largement avancée vers l'est au détriment du frioulan seulement au tournant des années 1800 en raison de l'effet conjoint de la colonisation des zones peu peuplées et de la « vénétianisation » des grandes villes). De plus, la même frontière, selon certains, marquerait encore aujourd'hui, sur une base ethnologique plus générale, le point de transition entre la culture vénitienne et frioulane. Cela suggère qu'une certaine différenciation entre les langues parlées proches de cette zone existe depuis longtemps et peut avoir une matrice pré-latine, même s'il faut souligner combien le vénitien du XIVe siècle était plus archaïque que l'actuel, partageant certaines caractéristiques avec le frioulan, une langue plus conservatrice.
Si les origines anciennes de la langue et le substrat pré-latin sont une question controversée, un large consensus a été atteint sur la période de formation du frioulan, qui remonte aux environs de l'an 1000, en même temps que les autres romans vernaculaires, même s'il existe des témoignages plus anciens : saint Jérôme affirme que, pour se faire comprendre de son peuple, la patriarche d'Aquilée Fortunaziano composa un commentaire des Évangiles en langue rustique. Les premiers termes en frioulan apparaissent dans les documents administratifs du XIIIe siècle, mais ce n'est qu'à partir du XIVe siècle que les documents deviennent plus nombreux et, outre quelques documents commerciaux, qu'apparaissent les premiers témoignages littéraires, comme les fragments littéraires et autres textes, tous originaire de Cividale del Friuli, qui est maintenant devenue le centre le plus important du Frioul. Il est intéressant de noter comment selon un érudit, Giovan Battista Pellegrini, à partir de l'analyse de la ballade Soneto furlan, le vers ce fastu renverrait à l'expression citée par Dante dans De vulgari eloquentia XI, 6, pour caractériser le dialecte aquiléen ([...] Aquilegienses et Ystrianos cribremus, qui Ces fas tu? crudeliter accentuando eructuant).

### Question ladine

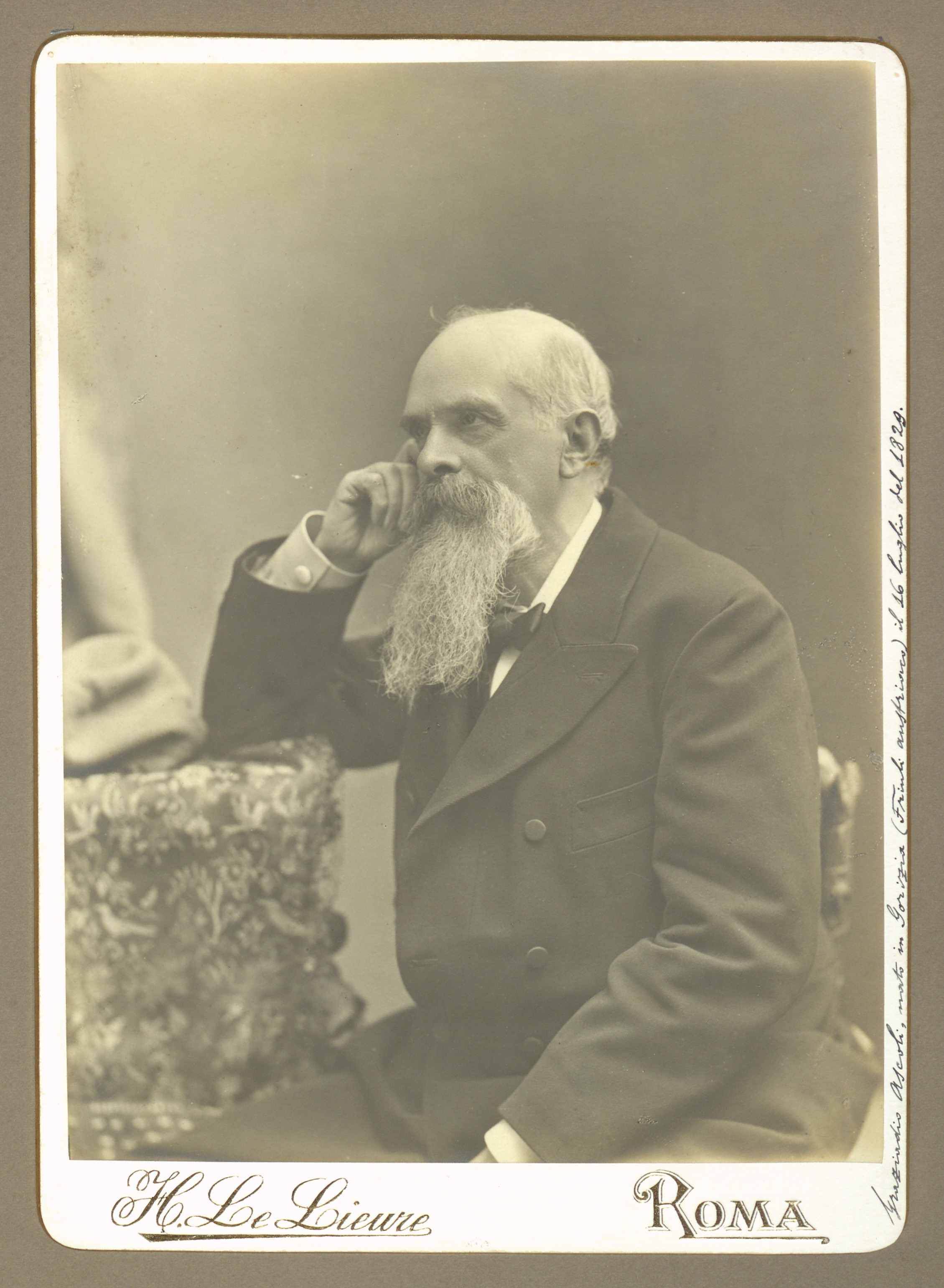
Graziadio Isaia Ascoli en 1861.

La théorie de l'unité ladine est due au plus important linguiste italien du XIXe siècle, Graziadio Isaia Ascoli, originaire de Gorizia, qui a fait valoir qu'à une certaine époque, ces langues allaient de Muggia, et peut-être de la partie nord de l'Istrie, à la Suisse. La continuité s'est interrompue au cours de l'histoire, et les trois langues actuelles sont restées : le romanche, le ladin (à ne pas confondre avec la langue parlée par les juifs espagnols) et le frioulan, la plus répandue. Cette hypothèse a été corrigée et clarifiée plus tard par d'autres savants, en particulier Giuseppe Francescato (1922-2001).
Le plus grand opposant à la théorie d'Ascoli est le linguiste trentin Carlo Battisti (1882-1977) qui a exprimé ses théories réfutant Ascoli (théorie de l'unité ladine) dans une période historique où le nationalisme italien tentait de démontrer le caractère italien des territoires que l'Italie voulait conquérir dans le nord-est et qui jusqu'en 1918, faisaient partie de l'empire d'Autriche-Hongrie des Habsbourg.
Les dernières théories, élaborées par les étudiants de Carlo Battisti, ont remis en cause la théorie de l'unité ladine : en continuité avec Carlo Battisti, elles soutiennent que la présence d'un caractère similaire entre le frioulan et le ladin, au XIIIe siècle, a été trouvée aussi dans certains dialectes de l'arc alpin, invalidant ainsi l'apparente relation de proximité philologique. Pour Sergio Salvi, il ne faut pas non plus confondre le plan diachronique et le plan synchronique des phénomènes linguistiques. Un exemple frappant est que les dialectes ladins se distinguent depuis longtemps des dialectes italiens, entre autres pour la palatisation CA et GA, pour la grande survie du -S final et le maintien des groupes composés de consonnes +L latins (traits qu'ils ont en commun, par exemple, avec le français et l’occitan). Des linguistes de renom ont relevé qu’au XIIIe siècle, certains dialectes qui sont aujourd’hui considérés comme italiens (lombard, vénitien, romagnol) conservent, par exemple, le dernier de ce tronçon. Toujours selon Salvi, les courageux linguistes nationalistes ont tout de suite profité de ce fait pour rattacher les dialectes ladins à l’Italie linguistique, alors que depuis environ sept siècles, le ladin et le haut italien diffèrent l'un de l'autre sur ce point, ainsi que sur de nombreux autres.
On pense que l'évolution différente au sein de cette famille est également due à la faible influence des langues allemandes et germaniques sur le frioulan (au contraire, cette influence est encore forte aujourd'hui, tant pour le ladin de la province de Bolzano que pour le romanche, et s'observe tant au niveau phonologique qu'écrit). Ces études ont donc conduit à supposer que les similitudes entre ces langues ne sont imputables qu'à des éléments provenant notamment du substrat commun celtique et latin-aquiléen, les rapprochant notamment en ce qui concerne le lexique.
Parmi les principales caractéristiques, la chute des voyelles finales (pâs de pace) privilégie le 'i' au lieu du 'e' vénitien comme voyelle support. Il y a une extension notable de la diphtongaison (cuintri de contra), tandis que l'encoche palatine de 'ga' et 'ca', également dans le mot, unit le frioulan au ladin. La permanence du -s final comme pluriel sigmatique est aussi intéressante. Ce dernier était présent dans la Vénétie archaïque, mais a ensuite disparu. La particularité du frioulan est plutôt la terminaison de la première personne du pluriel en -ìn (nô o fevelìn, on parle) et la distinction entre la troisième personne du singulier et du pluriel.

### Études orthographiques etGrafie uficiâl
Vers la fin du XVIIIe siècle, des études sur l'orthographe de la langue frioulane ont commencé à être menées, car jusque-là la langue était largement diffusée parmi la population mais manquait d'une normalisation écrite. Le premier érudit à créer une écriture unique importante et fondamentale est Jacopo Pirona (1789-1878). Ce savant s'est rendu compte que le système graphique italien était complètement insuffisant pour représenter la phonétique de la langue frioulane et a introduit des innovations importantes telles que l'introduction de la cédille française et l'accent circonflexe dans l'infinitif des verbes. En 1920, Ugo Pellis, fervent patriote italien et l'un des fondateurs et président de l'institut de recherche de la Société philologique frioulane ((fur) Societât Filologjiche Furlane), propose d'« écrire le frioulan comme des Italiens » et introduit une orthographe simplifiée qui annule toutes les innovations orthographiques de Pirona.
Pellis veut une orthographe de la langue frioulane aussi proche que possible de l'orthographe italienne. Le résultat final est une orthographe qui ne tient pas compte des caractéristiques phonétiques de la langue frioulane et constitue une régression par rapport à l'orthographe de Pirona. L'écriture de Pellis est suivie jusqu'en 1955. À partir de cette date, deux courants principaux se développent en même temps : d'une part, la nouvelle proposition de la Philologie, créée par Giuseppe Marchetti parue peu après, en 1957, et utilisée par la Glesie Furlane, une proposition qui trouve une large diffusion pratique ; et d'autre part, avec des modifications, celle utilisée dans les dictionnaires de Giorgio Faggin et Gianni Nazzi, dont l'écriture utilise des symboles de l'écriture slovène et a une diffusion très limitée.
Restait le grand problème d'avoir une orthographe et une grammaire unitaires standardisées, à utiliser à l'école et dans n'importe quelle sphère publique, en surmontant l'anarchie existante. Le problème de la cohérence systémique ne sera résolu qu'en 1996 avec l'« Orthographe officielle » lorsqu'est défini l'actuel Grafie uficiâl (Orthographe officielle) par le décret n. 392 du Président du Conseil Régional publié le 25 octobre 1996, fruit du long travail d'une commission publique créée par les provinces d'Udine, Pordenone et Gorizia. L'objet de cette commission est, partant de l'existant, d'élaborer une écriture aussi cohérente que possible, mettant ainsi fin à l'anarchie orthographique qui existe jusqu'alors. L'art. 13, alinéa 2 de la loi régionale (Friuli-Vg) 15/96 identifie l'« Orthographe officielle » de la langue frioulane. La commission qui examine la question complexe de l'orthographe officielle unique est composée d'Adriano Ceschia, Silvana Fachin Schiavi, Giovanni Frau, Amedeo Giacomini, Aldo Moretti, Gianni Nazzi, Etelredo Pascolo, Nereo Perini, Giancarlo Ricci, Piera Rizzolati et Eraldo Sgubin. Elle fait plusieurs propositions qui sont présentées au professeur Xavier Lamuela, catalan, professeur de philologie romane à l'université de Barcelone, grand expert de la langue frioulane, nommé par la Province d'Udine sur recommandation de la commission elle-même, avec le rôle important d'« arbitre ». Le professeur Xavier Lamuela choisit comme référence - avec les simplifications et modifications appropriées - l'orthographe de la Société philologique frioulane : avec elle, il est possible d'écrire tous les dialectes de la langue frioulane car elle permet la représentation orthographique de sons très particuliers et appartenant à des variantes de niche.
Le tableau suivant montre quelques exemples de différentes tentatives de représentation écrite de la consonne occlusive palatale sourde /c/ et de la consonne affriquée palato-alvéolaire sourde /t͡ʃ/.
| Orthographe historique -1871 | Pirona 1871-1920 | Pellis 1920-1952 | Marchetti 1952-1996 | Orthographe moderne, Grafia moderna 1957-1996 | Orthographe officielle, Grafie uficiâl 1996- |
| ---------------------------- | ---------------- | ---------------- | ------------------- | --------------------------------------------- | -------------------------------------------- |
| chi                          | çh               | ci               | cj                  | cj                                            | cj                                           |
| ç/z                          | ç/z              | ci/z c'/z        | z                   | č                                             | ç                                            |

## Description

### Variantes dialectales

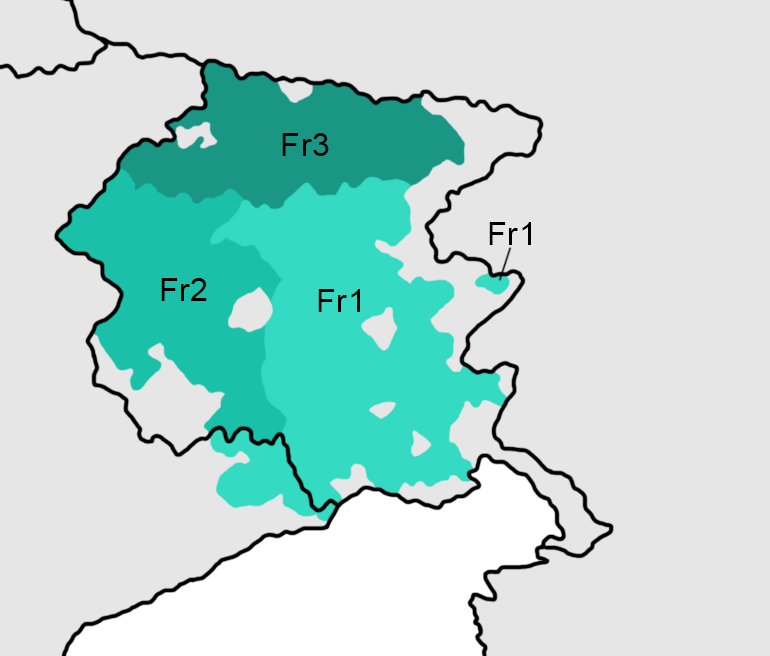
Répartition géographique détaillée des dialectes frioulans. Légende : Fr1 - frioulan centre-oriental ; Fr2 - frioulan occidental ; Fr3 - frioulan carnique.

Toutes les variantes du frioulan sont mutuellement intelligibles. La subdivision dialectale rencontre certaines difficultés, mais parmi les caractéristiques les plus évidentes qui contribuent à rendre sensible la variation d'un dialecte frioulan à un autre, on peut citer :
- la voyelle finale dérivée du latin -a, particulièrement fréquente dans les mots féminins singuliers, qui peuvent être -e, -a, -o. Par exemple, « ongle » se dit ongule ([ˈoŋgule]) dans certaines variantes, ongula ([ˈoŋgula]) dans d'autres et, enfin, ongulo ([ˈoŋgulo]) dans encore d'autres dialectes.
- la prononciation de voyelles phonologiquement longues peut être phonétiquement longue, courte ou moyenne, comme des diphtongues. Par exemple « couleur » se dit colôr ([koˈloːɾ]), color ([koˈloɾ]), colour ([koˈlowɾ]), colùar ([koˈluaɾ]), colùer ([koˈluəɾ]) ou colùor ([koˈluoɾ]) selon la variante.

Les variantes sont très nombreuses et suivent le tracé d'isoglosses qui très souvent se chevauchent. Par conséquent, la subdivision du frioulan en quatre groupes dialectaux, proposée ci-dessous, suit également des critères géographiques, historiques et culturels :
- le frioulan oriental, aussi appelé frioulan de Gorizia, est le groupe approximativement parlé dans la province de Gorizia. Il se caractérise par la terminaison en - a des mots féminins et par le fait que les voyelles phonologiquement longues sont prononcées comme telles (seul Gorizia diffère sur ces aspects, mais ne diffère pas beaucoup des autres variantes par ailleurs). Jusqu'au XVIIe siècle, il était également parlé dans le haut Isonzo, dans la vallée de la Vipava et sur l'actuel plateau du Karst slovène ou une grande partie de l'ancien comté de Gorizia et Gradisca : le village de langue frioulan le plus oriental était Idrija[14]. À partir du XVIIIe siècle, le peuple à l'est de Gorizia passe entièrement au slovène, mais le frioulan resta compris tout le XIXe et au début du XXe siècle.
- Le frioulan central est le groupe le plus important, parlé dans la province d'Udine hors la Carnie. Il se caractérise par la terminaison en -e des mots féminins et par le fait que les voyelles phonologiquement longues sont prononcées comme telles ou comme des voyelles toniques courtes, mais jamais comme des diphtongues.
- Le frioulan occidental ou concordia se caractérise par la terminaison en -a des mots féminins et par le fait que les voyelles phonologiquement longues [ˈiː] et [ˈuː] sont prononcées en diphtongues, différentes d'un dialecte à l'autre. Il est parlé dans les régions frioulanophones de la province de Pordenone et du district de Portogruaro.
- Le frioulan carnique est constitué d'un ensemble de variantes, très différentes les unes des autres, parlées en Carnie et dans le Tarvisiano dans les Alpes carniques et Juliennes, qui forment un continuum, notamment avec le frioulan central. Malgré la grande diversité des variantes qui composent ce groupe, on peut dire qu'il se caractérise par un certain conservatisme phonétique et par la richesse des diphtongues correspondant aux voyelles mi-longues. Certaines variétés particulièrement conservatrices, comme celles du haut Val Degano (municipalités de Rigolato et Forni Avoltri), maintiennent la terminaison en - o des mots féminins, attestée dans les documents frioulans médiévaux[15],[16].

Les langues fortement liées au frioulan sont les suivantes :
- Le tergestino, parlé à Trieste par la majorité de la population jusqu'à la fin du XVIIIe siècle,et ensuite conservé comme langue des familles les plus importantes de la ville (appelée lis tredis ciasadis)[17], qui s'est éteint dans la première moitié du XIXe siècle. Le témoignage le plus important sur les caractéristiques du tergestino se trouve dans l'ouvrage Dialoghi piacevoli in dialetto vernacolo triestino (Dialogues agréables dans le dialecte vernaculaire de Trieste), recueil composé par G. Mainati en 1828. La dernière personne à avoir une connaissance active du tergestino, Giuseppe de Jurco, est décédée en 1889[18].
- Le muglisano, un ancien dialecte de Muggia, similaire au tergestino. Les témoignages des dernières personnes qui ont parlé le muglisano ont été recueillis par l'abbé Jacopo Cavalli en 1889 et publiés dans l'article Reliques ladines recueillies à Muggia d'Istria[19],[18]. Le dernier des « Muglisani » est Niccolò Bortoloni, l'une des sources la plus fiable dans laquelle puisa Cavalli et qui mourut au début de 1898[20].
- Les idiomes de l'Alta Valcellina dans la province de Pordenone (à Claut, Erto e Casso et Cimolais), en grand danger d'extinction, sont considérés à certains points de vue comme une langue de transition entre le frioulan et le ladin des Dolomites, en raison de la présence massive d'éléments typiques des langues ladines de Cadore, permettant de suggérer que la région natale du ladin des Dolomites s'étendait autrefois également le long de la vallée du Piave de Cadore jusqu'au moins à la région de Longarone-Erto et en tant que telle, était contiguë sur une longue bande à celle du Frioul. D'autre part, le professeur Giuseppe Francescato a également démontré le caractère pleinement frioulan de ces langues[21].
- l'agordino et l'atesino, hors de la région autonome du Frioul-Vénétie Julienne, en Vénétie, dans la province de Belluno, à Agordino et dans le Haut-Adige, dans la province autonome de Bolzano, à Atesino.

### Diffusion
Selon les estimations rapportées par la Province d'Udine, la langue frioulane est connue par environ 600 000/650 000 personnes et est en fort déclin. Les estimations rapportées par le site Ethnologue affirment plutôt qu'elle est connue par environ 300 000 personnes.
La langue frioulane est officiellement reconnue comme établie dans les municipalités suivantes, pour le territoire de compétence, par la région Frioul-Vénétie Julienne, avec le décret du président de la Giunta n.412 du 13 novembre 1996, par le Conseil provincial de Venise et par la Région Vénétie avec les résolutions appropriées.
| Blason | Province                       | Commune | Nombre     |
| ------ | ------------------------------ | --- | ---------- |
|        | Province de Gorizia            | Capriva del Friuli, Cormons, Dolegna del Collio, Farra d'Isonzo, Gorizia, Gradisca d'Isonzo, Mariano del Friuli, Medea, Monfalcone, Moraro, Mossa, Romans d'Isonzo, Sagrado, San Lorenzo Isontino, Villesse | 15 su 25   |
|        | Province de Pordenone          | Andreis, Arba, Aviano, Barcis, Budoia, Casarsa della Delizia, Castelnovo del Friuli, Cavasso Nuovo, Claut, Clauzetto, Cordenons, Cordovado, Fanna, Fontanafredda, Frisanco, Maniago, Meduno, Montereale Valcellina, Morsano al Tagliamento, Pinzano al Tagliamento, Polcenigo, Pordenone, San Giorgio della Richinvelda, San Martino al Tagliamento, San Quirino, San Vito al Tagliamento, Sequals, Sesto al Reghena, Spilimbergo, Tramonti di Sopra, Tramonti di Sotto, Travesio, Valvasone Arzene, Vito d'Asio, Vivaro, Zoppola | 36 su 50   |
|        | Province d'Udine               | Aiello del Friuli, Amaro, Ampezzo, Aquileia, Arta Terme, Artegna, Attimis, Bagnaria Arsa, Basiliano, Bertiolo, Bicinicco, Bordano, Buja, Buttrio, Camino al Tagliamento, Campoformido, Campolongo Tapogliano, Carlino, Cassacco, Castions di Strada, Cavazzo Carnico, Cercivento, Cervignano del Friuli, Chiopris-Viscone, Chiusaforte, Cividale del Friuli, Codroipo, Colloredo di Monte Albano, Comeglians, Corno di Rosazzo, Coseano, Dignano, Dogna, Enemonzo, Faedis, Fagagna, Fiumicello, Flaibano, Forgaria nel Friuli, Forni Avoltri, Forni di Sopra, Forni di Sotto, Gemona del Friuli, Gonars, Latisana, Lauco, Lestizza, Lignano Sabbiadoro, Ligosullo, Magnano in Riviera, Majano, Malborghetto-Valbruna, Manzano, Martignacco, Mereto di Tomba, Moggio Udinese, Moimacco, Montenars, Mortegliano, Moruzzo, Muzzana del Turgnano, Nimis, Osoppo, Ovaro, Pagnacco, Palazzolo dello Stella, Palmanova, Paluzza, Pasian di Prato, Paularo, Pavia di Udine, Pocenia, Pontebba, Porpetto, Povoletto, Pozzuolo del Friuli, Pradamano, Prato Carnico, Precenicco, Premariacco, Preone, Prepotto, Ragogna, Ravascletto, Raveo, Reana del Rojale, Remanzacco, Resiutta, Rigolato, Rive d'Arcano, Rivignano Teor, Ronchis, Ruda, San Daniele del Friuli, San Giorgio di Nogaro, San Giovanni al Natisone, Santa Maria la Longa, San Vito al Torre, San Vito di Fagagna, Sauris, Sedegliano, Socchieve, Sutrio, Talmassons, Tarcento, Tarvisio, Tavagnacco, Terzo di Aquileia, Tolmezzo, Torreano, Torviscosa, Trasaghis, Treppo Carnico, Treppo Grande, Tricesimo, Trivignano Udinese, Udine, Varmo, Venzone, Verzegnis, Villa Santina, Villa Vicentina, Visco, Zuglio | 124 su 135 |
|        | ville métropolitaine de Venise | Concordia Sagittaria, Gruaro, Fossalta di Portogruaro, Cinto Caomaggiore, Teglio Veneto | 6 su 11    |

L'utilisation (ou, du moins, la compréhension) du frioulan est répandue dans les territoires de la Vénétie qui faisaient autrefois partie du Frioul, en particulier dans l'ancien district de Portogruaro, où le dialecte liventino originaire de Trévise, est principalement parlé. La définition de la frontière linguistique dans la région de Portogruaro n'est pas facile et a fait l'objet de débats entre dialectologues. Selon les publications d'Alberto Zamboni en 1974, la seule ville de langue frioulan en Vénétie est Lugugnana di Portogruaro. Le même auteur déclare qu'une langue de transition entre le frioulan et le vénitien liventino peut être trouvé à Gorgo di Fossalta di Portogruaro. Des recherches plus récentes (1982 et 1983) de Giovanni Frau ont élargi les limites du frioulan, notamment à San Michele al Tagliamento et ses hameaux, Fossalta di Portogruaro avec les hameaux d'Alvisopoli, Fratta, Gorgo et Vado, Teglio Veneto, Gruaro, les frazioni de Giussago, Lugugnana et Summaga di Portogruaro et diverses localités périphériques de Concordia Sagittaria,.
Malgré ces incertitudes, en 2006, le Conseil provincial de Venise a reconnu les municipalités de Cinto Caomaggiore, Teglio Veneto et San Michele al Tagliamento comme zones de minorité linguistique frioulane. La Vénétie reconnaît également la minorité frioulanophone des municipalités de Concordia Sagittaria, Gruaro et Fossalta di Portogruaro, et développe des actions de promotion de la langue frioulane dans le cadre d'un accord de réciprocité avec la région du Frioul-Vénétie Julienne afin de favoriser l'utilisation des dialectes vénitiens dans ses propres frontières.
Il existe à l'intérieur des frontières régionales des traces plus ou moins marquées de l'utilisation du frioulan parmi les populations de différentes langues maternelles, comme à Sappada, Sauris et Timau (minorités germaniques), Resia (résian) et dans les municipalités de la Slavie frioulane. On le trouve également dans certaines municipalités de langue slovène de la province de Gorizia, ainsi que dans des zones où l'on parle des variétés du vénitien, comme les zones du bisiaco dans la région du bas Isonzo, du dialecte liventino dans la région de Pordenone, et à Marano Lagunare où l'on parle nativement un dialecte vénitien archaïque.

## Grammaire

### Phonétique et phonologie
Du point de vue phonologique, le frioulan se caractérise principalement par la présence d'un système vocalique tonique formé de sept voyelles courtes /i, e, ɛ, a, ɔ, o u/ et de sept voyelles longues /iː, eː, ɛː, aː, ɔː, oː, uː/. Le système vocalique non accentué comprend cinq voyelles courtes /i, e, a, o u/. D'un point de vue phonétique, il faut noter que la prononciation des phonèmes /i/ et /u/ est beaucoup plus basse et centrale qu'en italien : /i/ se prononce [ɪ] (comme i dans l'anglais big) et /u / se prononce [ʊ] (comme la paire de voyelles oo en anglais).
|                 | De face | Presque antérieur | Central | Presque postérieur | Arrière |
| --------------- | ------- | ----------------- | ------- | ------------------ | ------- |
| Fermé           | i       |                   |         |                    | u       |
| Presque fermé   |         | (ɪ)               |         | (ʊ)                |         |
| Semi fermé      | e       |                   |         |                    | o       |
| À moitié ouvert | ɛ       |                   |         |                    | ɔ       |
| Ouvert          |         |                   | a       |                    |         |

Dans certaines variétés du frioulan, les voyelles longues sont réalisées phonétiquement comme courtes, tandis que dans d'autres variantes, elles subissent une diphtongaison (par exemple, / ˈEː / est réalisé comme [ˈej] et / ˈuː / est réalisé comme [ˈow]). La distinction entre les voyelles toniques courtes et longues donne lieu à de nombreuses paires minimales telles que celles contenues dans le tableau suivant :
| Voyelle courte    | Voyelle longue      |
| ----------------- | ------------------- |
| cal [kal] (callo) | câl [kaːl] (calo)   |
| mil [mil] (mille) | mîl [miːl] (miele)  |
| sol [sol] (sol)   | sôl [soːl] (solo)   |
| nul [nul] (nullo) | nûl [nuːl] (nuvola) |

La deuxième caractéristique originale du frioulan dans le contexte roman est la présence des consonnes occlusives palatales /c/ et /ɟ/, représentées graphiquement avec les digrammes cj et gj. Ces consonnes occlusives forment des paires minimales avec les consonnes occlusives vélaires et avec les affriquées palatales. Par exemple : cjoc [cok] (ivre), çoc [ʧok] (souche) et coc [kok] (œuf). Dans certaines variétés innovantes, les consonnes occlusives palatales ont évolué en consonnes affriquées postvélaires.
Les phonèmes consonantiques du frioulan sont présentés dans le tableau suivant :
|           | Bilabiale | Labio-dentale | Alvéolaire | Post-alvéolaire | Palatale | Vélaire | Glottale |
| --------- | --------- | ------------- | ---------- | --------------- | -------- | ------- | -------- |
| Occlusive | p b       |               | t d        |                 | c ɟ      | k g     | ʔ        |
| Affriquée |           |               | ʦ ʣ        | ʧ ʤ             |          |         |          |
| Nasale    | m         | ɱ             | n          |                 | ɲ        | ŋ       |          |
| Fricative |           | f v           | s z        | ʃ ʒ             |          |         |          |
| Vibrante  |           |               | r          |                 |          |         |          |
| Latérale  |           |               | l          |                 | j        | w       |          |

Phonétiquement, les nasales [ŋ] et [ɱ] n'ont cependant aucune valeur distinctive car elles dérivent de l'assimilation du point d'articulation de la consonne suivante. Dans les dialectes conservateurs, comme ceux du nord, il existe également des consonnes fricatives /ʃ/ et /ʒ/ avec une valeur phonologique distinctive.
En ce qui concerne les procédés phonologiques, on note le voisement des consonnes occlusives, fricatives et affriquées en position finale absolue d'un mot (par exemple /gɾand/ → [gɾant] (grand)). Si la consonne vide constitue une simple syllabe et est immédiatement précédée d'une voyelle tonique, cette voyelle est réalisée aussi longue (par exemple /ˈlad/ → [ˈlaːt] (parti)).
La consonne spirante palatale voisée (ou semi-consonne ou semi-vocal) /j/ est transcrite dans l'alphabet par j.
Dans la langue frioulane, il y a, comme entre autres en italien, quelques lettres de l'alphabet capables de représenter différents phonèmes. Exemples :
- s qui peut se prononcer selon les cas comme une consonne fricative alvéolaire sourde ou comme une consonne fricative alvéolaire voisée.
- Le graphème z peut même être lu de trois manières différentes à l'intérieur d'un mot, comme une consonne affriquée alvéolaire sourde, une consonne affriquée alvéolaire voisée, et aussi comme une consonne affriquée palato-alvéolaire voisée.

La langue frioulane est affectée par certains phénomènes phonétiques généraux tels que la palatalisation du latin CA. Les consonnes palatales et prépalatales sont l'un des éléments caractéristiques du frioulan commun et des différents sous-dialectes.

### Morphologie
Du point de vue morphologique, le frioulan est une langue flexionnelle, comme les autres langues romanes.

#### Morphologie nominale
Le frioulan a deux genres grammaticaux, masculin et féminin. Les noms masculins se terminent généralement par une consonne ou par -i, les noms féminins se terminent généralement par -e, mais dans de nombreuses variantes, ils se terminent par -a et, dans quelques dialectes, par -o. Le féminin est formé en ajoutant un –e au thème (qui coïncide généralement avec la forme masculine).
| Masculin       | Féminin          |
| -------------- | ---------------- |
| stuart (tordu) | stuarte (tordue) |

Un nombre limité de mots masculins ont un correspondant féminin avec une racine différente. Par exemple : pari (père), mari (mère) ; fradi (frère), sûr (sœur).
Le frioulan a deux nombres, singulier et pluriel. Pour la formation du pluriel, les noms et les adjectifs sont divisés en deux grandes classes. La première, qui regroupe tous les noms féminins et masculins qui ne relèvent pas de la seconde classe, forme le pluriel de manière sigmatique, c'est-à-dire en ajoutant un -s au singulier (et, dans le cas de la formation du pluriel des noi qui au singulier se terminent en -e, dans certaines variantes aussi avec la modification de cette voyelle finale en autre voyelle, comme –i, –a ou –o, avec la précision que cette modification vocalique est toujours rendue dans l'orthographe standard avec l'utilisation de la lettre -i).
Le tableau suivant contient quelques exemples de pluriels de première classe en frioulan standard :
| Genre    | Singulier               | Pluriel                    |
| -------- | ----------------------- | -------------------------- |
| Masculin | bloc [blok] (bloc)      | blocs [bloks] (blocs)      |
| Masculin | fradi [ˈfɾaːdi] (frère) | fradis [ˈfɾaːdis] (frères) |
| Féminin  | cjase [ˈcaːze] (maison) | cjasis [ˈcaːzis] (maisons) |
| Féminin  | man [man] (main)        | mans [mans] (mains)        |
| Féminin  | val [val] (vallée)      | vals [vals] (vallées)      |

La deuxième classe forme le pluriel par palatalisation de la consonne finale ou, même, par sa suppression totale et sa transformation en voyelle proche. Cette classe ne comprend que les noms masculins se terminant par une consonne coronale (concrètement, tous ceux se terminant par une voyelle + l et une voyelle + st, presque tous ceux se terminant par une voyelle + li, plus un nombre limité de noms se terminant par –t et –nt). Le tableau suivant contient quelques exemples de pluriels de mots de deuxième classe :
| Genre    | Singulier                | Pluriel                   |
| -------- | ------------------------ | ------------------------- |
| Masculin | cjaval [caˈval] (cheval) | cjavai [caˈvaj] (chevaux) |
| Masculin | voli [ˈvoːli] (œil)      | voi [ˈvoj] (yeux)         |
| Masculin | trist [tɾist] (mauvais)  | triscj [tɾisc] (mauvais)  |
| Masculin | dut [dut] (tout)         | ducj [duc] (tous)         |

Dans les variantes qui, comme le frioulan central, ont perdu les consonnes fricatives postvélaires /ʃ/ et /ʒ/, les mots masculins et féminins se terminant par [s] restent inchangés au pluriel. Par exemple : nâs (nez) → nâs (nez) ; lûs (lumière) → lûs (lumières). Dans les variantes qui conservent ces phonèmes, en revanche, les noms en [ʃ] forment le pluriel comme ceux de la première classe, tandis que ceux en [s] le forment comme ceux de la seconde classe. Par exemple : [luːs] (lumière) → [luːʃ] (lumières) ; [naːs] (nez) → [naːʃ] (nez).
Un nombre limité de mots ont un pluriel irrégulier dans la prononciation. Les plus utilisés sont an [aɲ] (année) → agns [ajɲs] (années) et bon [bon] (bon) → bogns [bojns] (bon) : dans ces cas l'écriture suit la règle du pluriel sigmatique, mais la prononciation a une phonétique différente et spécifique.

#### Aspects de la morphologie pronominale et verbale
Contrairement aux autres langues romanes, en frioulan, les pronoms personnels sujets ont une forme tonique et une forme non accentuée.
Les pronoms personnels toniques sont utilisés de la même manière que ceux des autres langues latines. Les pronoms sujets personnels non accentués, en revanche, sont typiques du frioulan et, sous forme résiduelle, de certains dialectes gallo-italiens et vénitiens. Ils font partie intégrante de la voix verbale, dont ils expriment le sujet, et sont donc souvent appelés pronomi in forma clitica (pronoms sous forme clitique). Ils sont obligatoirement utilisés avec les modes indicatif, subjonctif et conditionnel. Un fait notable est que dans les phrases affirmatives le pronom personnel sujet atonique est proclitique (c'est-à-dire qu'il précède le verbe), alors que dans les phrases interrogatives et optatives, il est enclitique (c'est-à-dire qu'il suit le verbe). Par exemple : o vês (avez-vous), vêso ? (avez-vous?), vessio! (j'aurais bien aimé !). Le tableau suivant montre la forme affirmative et interrogative du présent de l'indicatif du verbe jessi (être).
| Affirmatif          | Interrogatif         |
| ------------------- | -------------------- |
| o soi (je suis)     | soio? (suis-je?)     |
| tu sês (tu es)      | sêstu? (es-tu?)      |
| al è (il est)       | isal? (est-il?)      |
| a je (elle est)     | ise? (est-elle?)     |
| o sin (nous sommes) | sino? (sommes-nous?) |
| o sês (vous êtes)   | sêso? (êtes-vous?)   |
| a son (ils sont)    | sono? (sont-ils?)    |

L'usage possible du pronom personnel sujet tonique n'exclut pas celui du pronom inaccentué correspondant. Par exemple : o soi furlan (je suis Frioulan), mais jo o soi furlan (je suis du Frioul) ; ou tu sês trist (tu es mauvais), mais tu tu sês trist ! (tu es méchant).
La forme interrogative est souvent associée à la chute du -s final qui précède le pronom clitique dans la prononciation de la deuxième personne du singulier : sêstu? (êtes-vous ?) peut se prononcer sétu?, ou fâstu? (fais-tu ?) peut se prononcer fàtu?, ou crodevistu? (tu croyais ?) peut se prononcer crodévitu?.
En frioulan, les verbes communs sont divisés en quatre conjugaisons, distinguées par la terminaison de l'infinitif présent : -â, -ê, -i, -î. Les verbes ont les formes affirmatives, interrogatives et optatives. La forme interrogative, qui se construit en pratique en inversant l'ordre de la voix verbale et du pronom personnel du sujet inaccentué, existe pour les modes indicatif et conditionnel. La forme optative, qui se forme comme l'interrogative, exprime un souhait ou un vœu et n'existe que pour le subjonctif.
Les verbes ont des temps simples, mono-composés et bi-composés. Ces derniers expriment le caractère occasionnel ou non intentionnel d'une action. Par exemple, la phrase « o ai vût fevelât cun to fradi » signifie « il m'est arrivé de parler à ton frère » même si traduit littéralement et mot pour mot, elle signifie « j'avais parlé à ton frère ». Le tableau suivant contient des exemples de temps simples, composés et bicomposés en frioulan :
| Temps                    | Exemple          | Traduction                |
| ------------------------ | ---------------- | ------------------------- |
| Imparfait de l'indicatif | o fevelavi       | Je parlais                |
| Passé composé            | o ài fevelât     | J'ai parlé                |
| Passé bi-composé         | o ài vût fevelât | Il m'est arrivé de parler |

## Écriture
L'alphabet latin standard est utilisé dans le système d'écriture « normalisé », officiellement adopté par la Région autonome du Frioul-Vénétie julienne avec valeur officielle, basé principalement sur l'orthographe utilisée par la Société philologique frioulane, rendu plus cohérent et légèrement modifié. On trouve aussi le c avec la cédille (ç) récupérée des anciennes coutumes d'écriture en usage dans le Frioul, les voyelles à l'accent circonflexe et l' s, utilisée pour représenter le « s » sonore au début du mot, suivi d'une voyelle, où il serait normalement sourd.
Ce système d'écriture standard ne fixe que l'orthographe correcte tandis que la prononciation et la diction sont laissées à la libre lecture du locuteur en fonction de la variante qu'il parle : de par ses particularités, cette orthographe est neutre vis-à-vis des variantes locales, permettant essentiellement aux locuteurs d'utiliser leur variante orale locale en association avec l'orthographe standard, compte tenu des « règles de prononciation locales » implicites. Dans tous les cas, les locuteurs des variantes orientales seront plus faciles à lire que ceux des variantes concordiesi, della Bassa et ceux de certaines variantes carniques, car ces dernières impliquent qu'en lecture, on opère le remplacement complet de certaines voyelles qui se trouvent en position terminale du mot (principalement dans les terminaisons féminines), qui ne sont pas mises en évidence dans l'orthographe.
Un système d'écriture alternatif appelé Faggin-Nazzi prévoyait l'utilisation des signes de la translittération des caractères cyrilliques russes scientifique, utilisés dans la romanisation de l'alphabet cyrillique (surtout, la pipette des š, č, ž). Ce système d'écriture a été utilisé dans l'élaboration du dictionnaire Faggin-Nazzi. Il a été rejeté par la commission provinciale chargée du choix de l'orthographe normalisée qui a préféré le système d'écriture de la Société philologique frioulane, système qui a ensuite été corrigé et rendu plus cohérent.
D'autres systèmes d'écriture ont été adoptés dans le passé, notamment en ce qui concerne l'écriture de variantes, principalement dans le domaine littéraire par des poètes et des écrivains, généralement basés sur « l'application libre et personnelle » des règles de la phonétique en latin, italien ou, dans une moindre mesure allemand, à l'époque, des langues déjà standardisées et utilisées exclusivement dans le système scolaire et officiel. De tels systèmes d’écriture appelés « écritures phonétiques » ou « écritures phonétiquement correctes » sont aujourd’hui limités au domaine poétique et n’ont pas de valeur officielle, ni ne sont admis ni financés par l’ARLeF, institution régionale engagée à diffuser la graphie normalisée dans tous les domaines de l’écriture publique.
Comme exemple de la différence possible entre l'écriture standard et l'écriture phonétique, l'extrait suivant d'un poème de Pier Paolo Pasolini, écrit selon l'orthographe originale utilisée par l'auteur (une écriture phonétique qui reflète la variante du Friuli Concordiese), est rapporté, selon l'orthographe standard, et traduit :
- Dansa di Narcìs: Jo i soj neri di amòur, né frut né rosignòul, dut intèir coma un flòur, i brami sensa sen.
- Danze di Narcîs: Jo o soi neri di amôr, ni frut ni rusignûl, dut intîr come un flôr, o brami cence sen.
- Danse de Narcisse : Je suis noir d'amour, ni enfant ni rossignol, entier comme une fleur, je désire sans battement de cœur.

## Prononciation
La langue frioulane possède certains phonèmes différents de l'italien standard, notamment celui noté « Cj » (comme dans Cjase, la maison - pouvant se dire Cjasa et aussi Cjaso dans certaines régions), qui se prononce [c] selon l'Alphabet phonétique international. On peut retranscrire cette association de consonnes, rare dans les langues romanes, par un k suivi d'un i (ou [j] très bref).
Également la prononciation du r varie : en effet le son ne se roule pas comme dans le reste du pays. Alors que l'italien use normalement du r roulé traditionnel, symbole [r], le frioulan utilise la consonne dite battue, un son plus atténué noté [ɾ]. À noter l'exception de la vallée du Chiarsò, où le r est prononcé généralement à la française.

## Origines de certains termes frioulans
La langue frioulane utilise différents substrats. Les tableaux suivants montrent quelques exemples d'étymologie, rapportant pour chaque substrat, et le pourcentage estimé de mots laissés dans le vocabulaire frioulan par la langue d'emprunt.
| celte (9%) | frioulan | français       |
| ---------- | -------- | -------------- |
| krap       | clap     | pierre         |
| barros     | bâr      | gazon, gommage |
| graba      | grave    | gravier        |
| greban     | greban   | rocher         |
| crot       | crót     | grenouille     |
| car        | cjar     | wagon          |
| troios     | troj     | sentier        |
| broilos    | broili   | jardin, cour   |
| kai        | cai      | escargot       |

Les résidus de l'ancien dialecte carnique dans le frioulan actuel, ainsi que dans le lexique, se retrouvent également dans la grammaire et en particulier dans la phonétique frioulane. L'ancien carnien est en effet responsable du phonème [ cj ] en frioulan, du maintien et du renforcement de la semi-voyelle [ j ], là où en latin la prononciation était [ i ], et du changement du son [ k ] en [ c ] doux (écrit en frioulan ç). On le retrouve également dans la métaphonème des voyelles a, e, o, u (qui deviennent ä, ë, ö, ü) dans certaines variantes du frioulan carnique.
| germanique ancien (10%) | frioulan     | français       |
| ----------------------- | ------------ | -------------- |
| blejo                   | bleons       | draps          |
| frass                   | fros         | tige, fourrage |
| thorp                   | trop         | troupeau       |
| krameare                | cramâr       | marchande      |
| hrudia                  | gruse/crodie | croûte         |
| flapp                   | flap         | mou, tendre    |

Ces langues ont laissé leur empreinte dans la phonétique frioulane avec le son [ th ] de certaines variantes alpines occidentales du frioulan. L'entrée de nombreux termes dans la langue frioulane est due au fait que, continuellement pendant environ 1000 ans, les Frioulans ont été soumis à la domination germanique ; de nombreux peuples germaniques se sont installés dans le Frioul, se mêlant à la population locale (la migration la plus importante a été la lombarde, au cours de laquelle plus de 40 000 hommes entre Lombards et Saxons ont migré vers le Frioul).
| slave (3%) | frioulan | français                 |
| ---------- | -------- | ------------------------ |
| gubati     | gubane   | gubana (dessert typique) |
| britva     | britule  | couteau de poche         |
| zaba       | 'save    | crapaud alpin            |
| rače       | raze     | canard                   |

Ces termes ont été absorbés par le frioulan pour de nombreuses raisons : à la fois à la suite du « contact » avec les populations slaves à l'est du Frioul, en particulier de la Slavie frioulane, et à la suite des migrations slaves dans les plaines du Frioul et de la Vénétie, et sous forme de substrat dans certaines vallées de la Carnie orientale et du Canale del Ferro, où les Slaves se sont installés au début du Moyen Âge dans le cadre des grandes migrations slaves, n'étant assimilés par les Frioulans qu'au cours des siècles suivants.
| allemand (8%) | frioulan  | français            |
| ------------- | --------- | ------------------- |
| kellnerin     | chelare   | serveuse            |
| keller        | celâr     | café                |
| schiene       | sine      | rail                |
| mischmasch    | mismás    | foule, réjouissance |
| kartoffel     | cartufule | patate              |

Tous les mots concernant le domaine des innovations technologiques du XIXe siècle proviennent du bavarois, ainsi que les termes concernant le domaine militaire (fire, fájar, paifús...)
| langues romanes (70%) | frioulan                   | Français        |
| --------------------- | -------------------------- | --------------- |
| ecclesiam             | glesie                     | église          |
| fructus               | frut                       | enfant          |
| flammam               | flame                      | flamme          |
| capitalem             | cjavedâl                   | fer du foyer    |
| fratrem               | fradi                      | frère           |
| sicut                 | sicu                       | comme           |
| villa                 | vile                       | village         |
| cuciarin (vénitien)   | gucjarin                   | cuillère à café |
| giacca                | gjachete                   | blouson         |
| sigaretta             | sigarete                   | cigarette       |
| caligo (vénitien)     | caligu (expression locale) | brouillard      |
| treno                 | tren                       | former          |
| patata (vénitien)     | patate (expression locale) | patate          |

## Reconnaissance légale
La langue frioulane est reconnue et protégée comme la langue propre de la « minorité linguistique frioulane historique », une minorité reconnue et protégée également par le Conseil de l'Europe, avec la loi 482/99, qui donne application à l'art. 6 de la constitution de la République italienne. Dans l'article 2 de la loi 482/99 qui énumère les 12 minorités linguistiques protégées, la langue ladine (c'est-à-dire la langue des Dolomites) est indiquée séparément de la langue frioulane. Cette loi a permis l'activation officielle de l'enseignement de la langue frioulane dans les écoles.
Elle est actuellement présente dans les provinces de Gorizia, Udine et Pordenone et dans certaines municipalités de la Vénétie où depuis 1999 elle est reconnue comme langue minoritaire historique.
L'utilisation du frioulan dans les relations avec les institutions publiques est régie par la loi régionale de la région autonome du Frioul-Vénétie Julienne du 18 décembre 2007, n. 29.
L'art. 6 de la Constitution (« La République protège les minorités linguistiques avec des règles spécifiques ») et la loi no. 482 du 15 décembre 1999, « Règles sur la protection des minorités linguistiques historiques », qui prévoit des mesures de protection et de valorisation (utilisation de la langue minoritaire dans les écoles maternelles, primaires et secondaires à côté de la langue italienne, utilisation par les organes des municipalités, des communautés de montagne, Provinces et Régions, publication de documents en langue minoritaire sans préjudice de la valeur juridique exclusive de la version italienne, usage oral et écrit dans les administrations publiques à l'exclusion des forces armées et de la police, adoption de toponymes supplémentaires en langue minoritaire, restauration des noms et patronymes en l'original, conventions pour le service public de la radio et de la télévision) dans des domaines définis par les Conseils provinciaux à la demande de 15% des citoyens des communes concernées ou de 1/3 des conseillers communaux.
La « Convention-cadre pour la protection des minorités nationales » a été adoptée par le Comité des Ministres du Conseil de l'Europe à Strasbourg le 1er février 1995. Elle est entrée en vigueur le 1er février 1998 et a également été signée et ratifiée par l'Italie. Elle protège également la minorité linguistique frioulane considérée par le Conseil de l'Europe comme « minorité nationale ». Dans le L.r. 18 décembre 2007 nr. 29 de la région Friuli-Vg, « règles pour la protection, la valorisation et la promotion de la langue frioulane », à l'art. 2 (principes), la lettre « ea » fait expressément référence à la Convention-cadre pour la protection des minorités nationales du Conseil de l'Europe.
Le frioulan est également étudié dans les universités d'Udine, Trieste, Vienne, Munich, Prague, Moscou, Ljubljana et Tokyo. En 2000, l'université d'Udine a été la première à établir, au sein de la Faculté des langues et littératures étrangères (filiale de Gorizia), un cursus de licence en traducteurs et interprètes, y compris la langue frioulane, conformément à la loi 482/1999.

### Applications pratiques

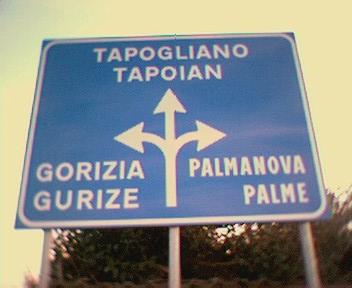
Préavis de direction bilingue italien/frioulan à Udine.

Grâce à la protection législative et à certains financements, l'utilisation du frioulan s'est développé dans le domaine de la culture et de l'information. Le mensuel La Patrie dal Friûl et le bimensuel gratuit Il Diari sont publiés en frioulan ; quelques chroniques en frioulan paraissent dans l'hebdomadaire Il Friuli, dans l'hebdomadaire La Vita Cattolica et dans le quotidien Messaggero Veneto - Giornale del Friuli. Des programmes d'information et de culture sur Telefriuli, Telepordenone et Telemare sont diffusés à la télévision. Radio Onde Furlane est une station de radio privée qui diffuse 70% du temps en frioulan et Radio Spazio 103 produit quelques programmes en frioulan, tandis que la RAI régionale diffuse quelques reportages en langue frioulane. Diverses activités (théâtre, groupes musicaux, cinéma) sont réalisées en frioulan.
Dans environ 40% des municipalités de la province d'Udine, les panneaux sont bilingues et à partir de 2004, les panneaux routiers ont également été remplacés par des versions bilingues. La province de Gorizia a adopté également des panneaux bilingues (italien/frioulan) dans les communes frioulanophones et trilingues (italien/frioulan/slovène) dans toutes les communes où la minorité linguistique slovène est également présente.
La traduction de la Bible et du Lectionnaire en frioulan est réalisée, principalement grâce au travail de Pre Toni Beline.
En dehors du Frioul, la communauté frioulane de Bolzano dispose d'espaces disponibles en frioulan sur la page hebdomadaire dédiée à la communauté ladine du journal de langue italienne Alto Adige.

## Exemples
- « Bonjour, je m'appelle Jacques ! » : Bondì, jo mi clami Jacum !
- « Il fait vraiment chaud aujourd'hui ! » : Vuê al è propite cjalt !
- « Je dois vraiment partir à présent, au revoir » : O scuen propit lâ cumò, mandi
- « Je ne peux sortir avec vous ce soir, je dois étudier » : No pues saltâ fûr cun vo altris usgnot, o ai di studiâ
- « Celui qui ne cherche pas ne trouve pas ! » : Cui che nol cîr nol cjate!

### Études de la langue
- Adrian Cescje, Memoriis di politiche linguistiche, KappaVu - Udin, 2014,  (ISBN 9788897705642)
- Paola Benincà, Laura Vanelli, Linguistica friulana, Unipress, Padova, 2005.
- Franc Fari (cur.), Manuâl di lenghistiche furlane, Forum, Udine, 2005.
- Giuseppe Francescato, Dialettologia friulana, Società Filologica Friulana, Udine,1966.
- Linneo Lavaroni. Il Mandamento di Portogruaro. Viaggio nel Friuli Storico.Edizioni del MF.1970.
- Sabine Heinemann, Luca Melchior (cur.), Manuale di linguistica friulana, Mouton - de Gruyter, Berlin/New York, 2015.
- Carla Marcato, Friuli-Venezia Giulia, Laterza, Roma - Bari, 2001.
- Linda Picco, Ricercje su la condizion sociolenghistiche dal furlan/Ricerca sulla condizione sociolinguistica del friulano, Quaderni del CIRF, Università di Udine, Forum editrice universitaria, 2001.
- Linda Picco, Lingua friulana e società. Studi sociolinguistici sul Friuli di oggi, Quaderni del CIRF, Università di Udine, Forum editrice universitaria, 2013.
- Piera Rizzolati, Elementi di linguistica friulana, Società Filologica Friulana, Udine, 1981.
- Paolo Roseano, La pronuncia del friulano standard: proposte, problemi, prospettive, Ce Fastu?, LXXXVI (2010), n. 1, p. 7-34.
- Paolo Roseano, Suddivisione dialettale del friulano. dans S. Heinemann, L. Melchior (eds.), Manuale di linguistica friulana. De Gruyter Mouton, Berlin, 2015, pp. 155–186.
- Federico Vicario (cur.), Lezioni di lingua e cultura friulana, Società Filologica Friulana, Udine, 2005.
- Federico Vicario, Lezioni di linguistica friulana, Forum, Udine, 2005.
- Giovanni Frau, La lenghe furlane, Clape culturāl Aquilee, Udin, 1975.
- Giovanni Frau, Individualità linguistica del friulano, Clape culturāl Aquilee, Udin, 1974.
- Jacopo Cavalli, Reliquie ladine raccolte in Muggia d'Istria, con appendice dello stesso autore sul dialetto tergestino, in «Archeografo Triestino», 1894; Serie II, Vol. XIX, pp. 5–208.

### Grammaires en orthographe officielle
- Sandri Carrozzo, Gramatiche Fonetiche Furlane, Centri Friûl Lenghe 2000, 2008, Pasian di Prato (Ud).
- La grafie uficiâl de lenghe furlane, Regjon Autonome Friûl – Vignesie Julie, Udin, 2002.
- Fausto Zof, Gramatiche pratiche de lenghe furlane, Messaggero Veneto, Udine, 2002.
- William Cisilino (cur.), LeAm, Lessic Amministratîf, Manuâl, Grafie Formulari Dizionari, Provincie di Udin, Udin, 2004.
- Anna Madriz, Paolo Roseano, Scrivere in friulano, Società Filologica Friulana, Udine, 2006.

### Grammaires
- Giovanni Battista Della Porta, Grammatica friulana pratica, Tipografia D. Del Bianco e Figlio, Udine, 1922.
- Giorgio Faggin, Grammatica friulana, Ribis, Campoformido (Ud), 1997.
- Xavier Lamuela (cur.), La grafie furlane normalizade, Aministratsion Provinciâl di Udin, Udin, 1987.
- Giuseppe Marchetti, Lineamenti di grammatica friulana, Società Filologica Friulana, Udine, 1952.
- Zuan Nazzi Matalon, Marilenghe, Gramatiche furlane, Institût di Studis Furlans, Udin, 1977.
- Zuan Nazzi Matalon, Dopre la tô lenghe, Gramatiche furlane, Arz grafichis furlanis - Clape culturâl Aquilee, Udin, 1975.
- Gianni Nazzi, Grammatica essenziale, dans Vocabolario italiano-friulano / friulano-italiano, Clape culturâl Aquilee - Designgraf, Udine 2010.

### Dictionnaires
- Grant Dizionari Bilengâl Talian-Furlan, Regjon Autonome Friûl – Vignesie Julie, Udin, 2004. (in grafia ufficiale) - esistono due versioni: informatica (in linea gratuitamente sul sito ufficiale dell'ARLeF) e su carta in più volumi.
- Alessandro Carrozzo, DOF Dizionari Ortografic talian/furlan-furlan/talian, Serling - Cooperative di informazion furlane, Udine, 2008. (in grafia ufficiale)
- Alessandro Carrozzo, DOF piçul - Dizionari Ortografic talian/furlan-furlan/talian, Serling - Cooperative di informazion furlane, Udine, 2010. (in grafia ufficiale)
- Provincie di Udine, Gorizia e Pordenone, LessicAministratîfManuâl - Grafie_Formulari_dizionari, sous la direction de William Cisilino, 2005, editore Provincia di Udine.

### Dictionnaires en orthographes non officielles
- Gianni Nazzi, vocabolario italiano-friulano / friulano-italiano, Clape cultural Aquilee - Designgraf, Udine 2010.
- Jacopo Pirona, Vocabolario friulano, disponibile a questo indirizzo, Venezia, Antonelli, 1871.
- Marijan Brecelj-Gianni Nazzi, Lingue d'Europa. Dizionario pratico italiano-friulano-sloveno-tedesco-inglese, Comunità montana Torre.Natisone.Collio, Udine 2011.
- Marjan Brecelj, Gianni Nazzi Dizionari multilengâl - Multilingual dictionary, 1998.
- Gianni Nazzi Vocabolario Italiano-Friulano Friulano-Italiano, Clape Culturâl Acuilee, Udine, 2003.
- Maria Pia Riuscetti-Gianni Nazzi, Sinonims e contrars, Clape cultural Aquilee, Udin 2012.
- Sergio Fantini, Etims. Dizionari etimologic essenzial, Clape cultural Aquilee, Gurize Pordenon Udin 2011.
- Gianni Nazzi, Vocabolario italiano-friulano / friulano-italiano, Clape cultural Aquilee-Designgraf, Udine 2005*.
- Gianni Nazzi, Vocabolario italiano-friulano / friulano-italiano", Clape cultural Aquilee-Designgraf, Udine 2003.
- G. N. Matalon alias Gianni Nazzi, Dizionari inlustrat dal cuarp dal omp, Clape cultural Aquilee, Udine 1976.
- Gianni Nazzi - Giancarlo Ricci, Dizionario dei modi di dire della lingua friulana, Istituto per l'Enciclopedia del Friuli-Venezia Giulia, Udine 1982.
- Gianni Nazzi, Dictionnaire frioulan. Français-Frioulan / Frioulan-Français, Ribis, Udine 1995.
- Gianni Nazzi, Vocabolario italiano-friulano / friulano-italiano, Clape cultural Aquilee-Designgraf, Udine 2010.
- Gianni Nazzi, Dizionario pratico italiano-friulano, Ribis, Udine 1993.
- Gianni Nazzi-Deborah Saidero, Friulan Dictionary. Friulan-English / English-Friulan, Ent Friul tal Mond, Udin 2000.
- Sandra Capello-Gianni Nazzi, Diccionario Friulano. Espaṅol-Friulano / Friulano-Espańol, Chase dai furlans tal mond, Udin 2005.
- Lenka Kozlova-Gianni Nazzi, Furlansko-Cesky Slovnik, Clape cultural Aquilee, Udin 2006.
- Gianni Nazzi-Luca Nazzi, Dizionario friulano. Italiano-Friulano/Friulano-Italiano, A.Vallardi Editore, Milano 2000.
- Gianni Nazzi-Luca Nazzi, Dizionario friulano. Italiano-Friulano/Friulano-Italiano, A.Vallardi Editore, Milano 1997.
- Giorgio Faggin, Vocabolario della lingua friulana, Del Bianco Editore, Udine 1985.
- Marijan Brecelj, Furlansko-Slovenski slovar, Goriska knjiznica Franceta Bevka, Nova Gorica 2005.
- Anete Brondani-Alvino Michelotti, Dicionario Friulano-Brasileiro, Fondazion Chase dai Furlans tal Mond, Udine 2007.
- Gianni Nazzi - Giancarlo Ricci, La flôr des détulis. Dizionario fraseologico italiano-friulano, Institūt di studis furlans - G. A. Benvenuto editore, Udine 1995.
- Žuan Nazzi Matalon alias Gianni Nazzi, Dizionario tascabile illustrato italiano-friulano, Ribis, Udine 1978.
- Žuan Nazzi Matalon alias Gianni Nazzi, Dizionario tascabile illustrato italiano-friulano, Ribis, Udine 1979.

### Cours
- Clape cultural Aquilee, Ce sastu? Esam di furlan, Udin 2014
- Adriano Ceschia, Dut par furlan, Il Friuli, Udine, 1999.
- Luzian Verone, Lezions Furlanis, Societât Filologjiche Furlane, Udin, 2002.
- Fausto Zof, La nestre lenghe. Eserciziari di furlan, Societât Filologjiche Furlane, Udin, 2004.
- Stefania Garlatti-Costa, Roberta Melchior, LENGHE Cors di furlan, Consorzi universitari dal Friûl, Udin, 2008.
- Sandri Carrozzo, Cors di grafie furlane, SERLING soc. coop., Udin, 2009.
- Gianni Nazzi-Giancarlo Ricci, Friul Friul. Libri pes scuelis di lenghe e culture, Udin 1987.
- Gianni Nazzi-Marco Tempo, Fevela lei scrivi. Cors audiotestual di lenghe, Udin 2000.
- Gianni Nazzi, Lenghe e culture. Cuader di esercitazion, Gurize Pordenon Udin 1978.
- Carlo Dorligh, Il libri di furlan. Cors di lenghe furlane pe scuele dal oblic, Ribis, Udin 1977.